# Cody (Nebraska)
Cody es una villa ubicada en el condado de Cherry en el estado estadounidense de Nebraska. En el Censo de 2010 tenía una población de 154 habitantes y una densidad poblacional de 57,73 personas por km².

## Geografía
Cody se encuentra ubicada en las coordenadas 42°56′16″N 101°14′56″O / 42.93778, -101.24889. Según la Oficina del Censo de los Estados Unidos, Cody tiene una superficie total de 2.67 km², de la cual 2.67 km² corresponden a tierra firme y (0%) 0 km² es agua.

## Demografía
Según el censo de 2010, había 154 personas residiendo en Cody. La densidad de población era de 57,73 hab./km². De los 154 habitantes, Cody estaba compuesto por el 92.86% blancos, el 0% eran afroamericanos, el 4.55% eran amerindios, el 0% eran asiáticos, el 0% eran isleños del Pacífico, el 0% eran de otras razas y el 2.6% pertenecían a dos o más razas. Del total de la población el 0% eran hispanos o latinos de cualquier raza.